# Sîzivka (Sîzivka), Sakî
Sîzivka (în ucraineană Сизівка) este localitatea de reședință a comunei Sîzivka din raionul Sakî, Republica Autonomă Crimeea, Ucraina.

## Demografie
Componența lingvistică a localității Sîzivka
     Rusă (59,74%)
     Tătară crimeeană (24,91%)
     Ucraineană (13,69%)
     Alte limbi (0,3%)
Conform recensământului din 2001, majoritatea populației localității Sîzivka era vorbitoare de rusă (59,74%), existând în minoritate și vorbitori de tătară crimeeană (24,91%) și ucraineană (13,69%).